# Halandur, Hosanagara
Halandur là một làng thuộc tehsil Hosanagara, huyện Shimoga, bang Karnataka, Ấn Độ.